# Berend J. Vonk
Berend Vonk (27 oktober 1962) is een Nederlandse striptekenaar, cartoonist, illustrator, graficus en kunstschilder. Onder het pseudoniem "Liefdesspelonk Vonk" is hij ook bekend als zanger van de Sufgerukte Wallies. In 2016 dook hij onder het pseudoniem "Lovecavern" op als zanger van De Schuldjongens, een band waarin ex-Walliesmuzikant Safari Safari gitaar speelt. Hun debuutelpee verscheen in 2018 op Grey Records.
Hij publiceerde in bladen als Zone 5300, Bakkes, Vrij tekenen, en Zozolala. Als cartoonist en striptekenaar tekent hij onder meer voor Trouw, Het Financieele Dagblad, Vrij Nederland en het Parool.
In 1993 won hij de Ilse Frankenthalprijs en in 2009 de Stripschapprijs voor literaire strips voor zijn album 'Avonturen, avonturen'.
- Gemeinsame Normdatei: 141816538
- International Standard Name Identifier: 0000 0001 0402 7671
- Nederlandse Thesaurus van Auteursnamen: 06888611X
- RKD-Nederlands Instituut voor Kunstgeschiedenis: 81743
- Virtual International Authority File: 155528406